# Bionic
Bionic är ett musikalbum av Christina Aguilera. Det släpps 8 juni 2010 och blir hennes fjärde studioalbum totalt. Skivan har spelats in vid olika tillfällen under 2008-2009. På hennes förra album Back to Basics gjorde hon många retroinspirerade låtar, men det här albumet har ett mer modernt uttryck. I april 2010 släpptes den första singeln från albumet "Not Myself Tonight". 

## Låtlista
1. "Bionic" - 3:21
2. "Not Myself Tonight" - 3:05
3. "Woohoo" med Nicki Minaj - 5:29
4. "Elastic Love" - 3:34
5. "Desnudate" - 4:25
6. "Love & Glamour (Intro)" - 0:11
7. "Glam" - 3:40
8. "Prima Donna" - 3:26
9. "Morning Dessert (Intro)" - 1:33
10. "Sex for Breakfast" - 4:49
11. "Lift Me Up" - 4:07
12. "My Heart (Intro)" - 0:19
13. "All I Need" - 3:33
14. "I Am" - 3:55
15. "You Lost Me" - 4:18
16. "I Hate Boys" - 2:24
17. "My Girls" med Peaches - 3:08
18. "Vanity" - 4:21
19. "Monday Morning" - 3:54 (Endast bonuslåt på Deluxe Edition versionen av albumet)
20. "Bobblehead" - 3:02 (Endast bonuslåt Deluxe Edition versionen av albumet)
21. "Birds Of Prey" - 4:20 (Endast bonuslåt Deluxe Edition versionen av albumet)
22. "Stronger Than Ever" - 4:16 (Endast bonuslåt på Deluxe Edition versionen av albumet)
23. "I Am (Stripped)" - 3:55 (Endast bonuslåt på Deluxe Edition versionen av albumet)
24. "Little Dreamer" - 4:11 (Endast bonuslåt på iTunes)

## Singlar
- "Not Myself Tonight"
- "You Lost Me"